# Hnylyj Tikyč
Hnylyj Tikyč popř. Gniloj Tikič (ukrajinsky Гнилий Тікич, rusky Гнилой Тикич nebo Гнилок) je řeka v Čerkaské a Kyjevské oblasti na Ukrajině. Je 157 km dlouhá. Povodí má rozlohu 3150 km².

## Průběh toku
Pramení v Podněprské vysočině a také skrze ní protéká. Je to levá zdrojnice Tikyče (povodí Jižního Bugu).

## Vodní stav
Zdroj vody je převážně sněhový. V létě na středním toku někdy vysychá.

## Využití
Na řece byla vybudovaná Lotaševská vodní elektrárna.